# Japão nos Jogos Olímpicos de Verão de 1960
O Japão competiu nos Jogos Olímpicos de Verão de 1960, realizados em Roma, Itália.